# Attack!!
Attack!! es un disco de estudio del guitarrista sueco Yngwie J. Malmsteen, lanzado el 15 de octubre de 2002 a través de Red Ink Records. El álbum es el primero en contar con Doogie White como vocalista, y con Derek Sherinian como tecladista.

## Lista de canciones
Todas las canciones escritas y compuestas por Yngwie J. Malmsteen, except where specified. 
| N.º | Título                                   | Duración |  |
| 1.  | «Razor Eater»                            | 3:27     |  |
| 2.  | «Rise Up»                                | 4:33     |  |
| 3.  | «Valley of Kings»                        | 5:43     |  |
| 4.  | «Ship of Fools»                          | 4:16     |  |
| 5.  | «Attack!!»                               | 4:25     |  |
| 6.  | «Baroque & Roll»                         | 5:56     |  |
| 7.  | «Stronghold»                             | 4:17     |  |
| 8.  | «Mad Dog»                                | 3:24     |  |
| 9.  | «In the Name of God»                     | 3:36     |  |
| 10. | «Freedom Isn't Free»                     | 4:07     |  |
| 11. | «Majestic Blue»                          | 6:03     |  |
| 12. | «Valhalla»                               | 6:44     |  |
| 13. | «Touch the Sky (Limited Edition)»        | 5:02     |  |
| 14. | «Iron Clad»                              | 4:58     |  |
| 15. | «Air» (Malmsteen, Johann Sebastian Bach) | 2:36     |  |

## Personal
- Yngwie J. Malmsteen - Guitarra
- Doogie White - Voz
- Derek Sherinian - Teclados
- Patrick Johansson - Batería